# Sharafdār Kolā-ye Soflá
Sharafdār Kolā-ye Soflá (persiska: شرفدار كلا سفلى) är en ort i Iran.   Den ligger i provinsen Mazandaran, i den norra delen av landet, 170 km nordost om huvudstaden Teheran. Sharafdār Kolā-ye Soflá ligger 11 meter över havet och antalet invånare är 844.
Terrängen runt Sharafdār Kolā-ye Soflá är platt åt nordväst, men åt sydost är den kuperad. Runt Sharafdār Kolā-ye Soflá är det ganska tätbefolkat, med 111 invånare per kvadratkilometer. Närmaste större samhälle är Sari, 7,2 km öster om Sharafdār Kolā-ye Soflá. I omgivningarna runt Sharafdār Kolā-ye Soflá växer i huvudsak blandskog.